# Gitáreffektek

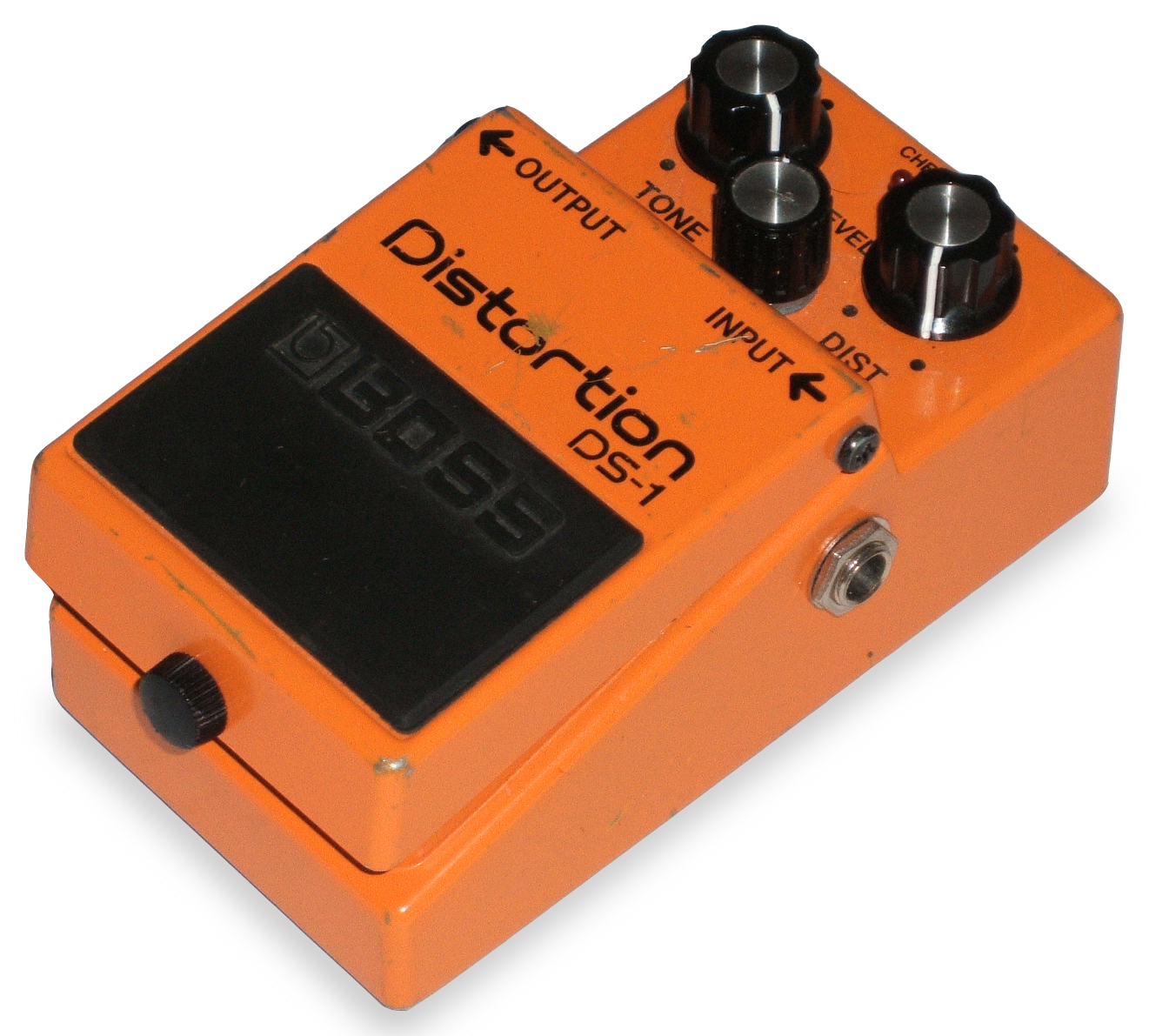
Boss DS–1 torzítópedál

Az elektromos gitárok kimeneti jele rendkívül alkalmas arra, hogy különféle áramkörök segítségével megváltoztassuk a hangszer eredeti, standard hangképét. Ezeknek a technológiáknak az összességét, illetve magukat a kapott hangzásokat hívjuk összefoglaló néven gitáreffekteknek.

## Alapvető effekttípusok

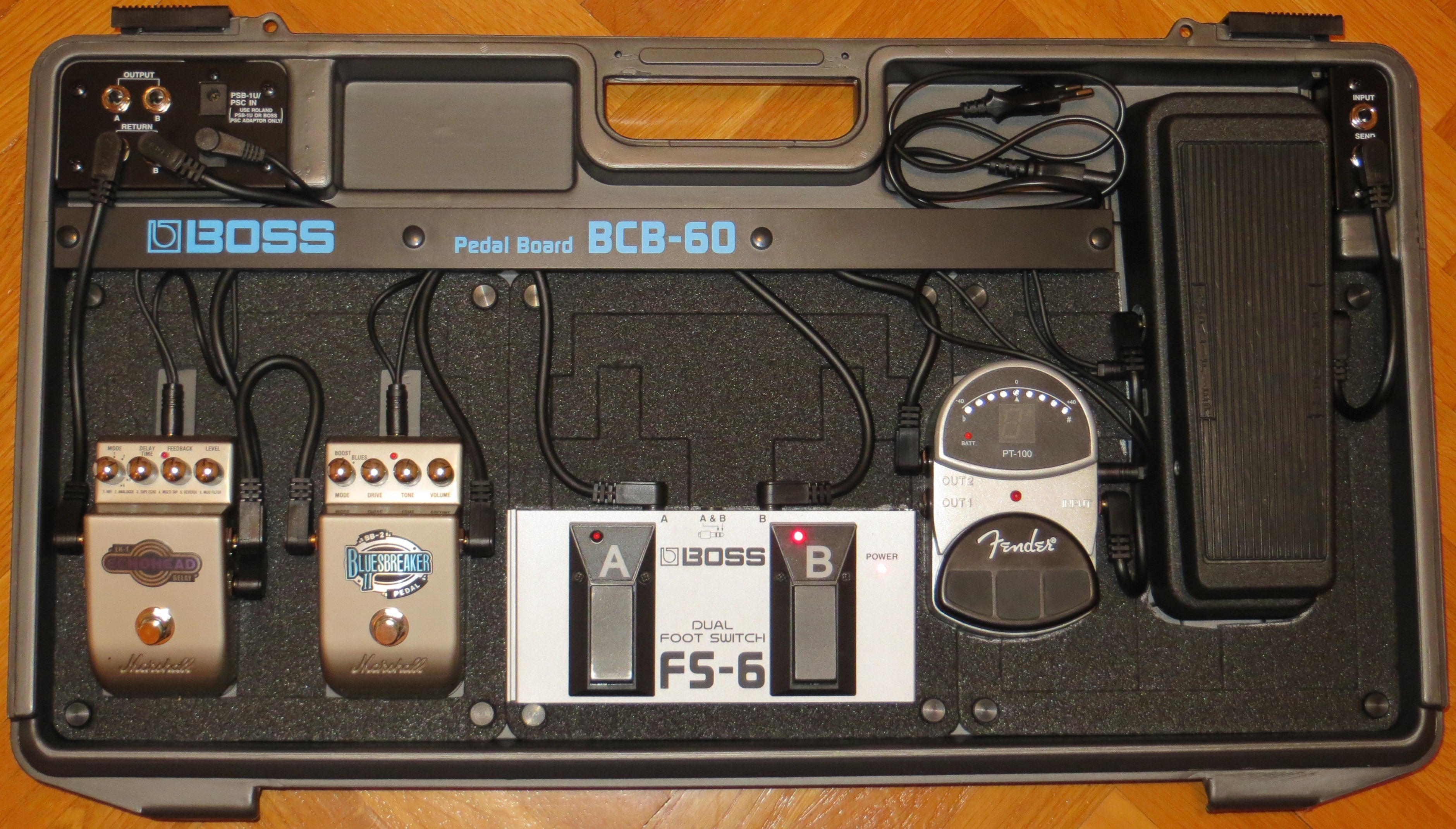
BOSS BCB-60 pedalboard. A board a következő pedálokat tartalmazza lánc-sorrendben (jobbról balra): Dunlop Cry Baby GCB-95 wah, Fender PT-100 hangoló, BOSS FS-6 dupla kapcsoló, Marshall BluesBreaker-II torzító, Marshall EchoHead visszhang

### Torzítók
- Distortion
- Overdrive
- Fuzz
- Feedbacker

### Dinamikaszabályozó effektek
- Compressor
- Limiter
- Anti-feedbacker

A dinamikaszabályozó effekteket a hangkép kiegyenlítéséért és/vagy szabályozásáért hozták létre.

A Compressor (kompresszor) egy megadott hangerő- és frekvenciatartományban gyakorol hatást a hangképre, alapvető működése szerint a kisebb szinuszgörbéjű hangok értékét növeli, a nagyobbakét pedig csökkenti; az egymáshoz közelítő szinuszcsúcsok így hozzávetőlegesen állandó hangerőérzetet biztosítanak. A túlzó mértékben használt, vagy rossz paraméterekkel beállított kompresszor tönkreteheti a hangszeren történő szándékos dinamikaváltásokat és a gitározás esetlegességének „élő” ízét is, de bizonyos játékstílusoknál (ritmusgitározásnál, tappingelésnél) előszeretettel használják az egyenletes hangkép elérésének érdekében.

A Limiter (korlátozó) hasonló elven működik, de csak egy megadott hangerőküszöb átlépésekor lép életbe, és csak a határérték feletti hangokat modulálja. A limiter használatával elkerülhető, hogy a gitár a megadott paraméterek feletti hangerőn szólaljon meg. A küszöbérték alatti hangerőn megszólaló hangokra az effekt nincs hatással, vagyis az erőteljesebb pengetések csúcsa mindig ugyanakkora, míg a halkabb hangoknál tud érvényesülni a szándékos dinamikaváltás.

Az Anti-feedbacker (gerjedésgátló) egy visszacsatolás-gátló effekttípus, amely a limiterek családjába tartozik, és a feedbackerek elvének az inverzében működik. Ha bizonyos hangfrekvenciákon nem kívánt gerjedés következik be a gitár hangszedője és az erősítő hangszórója miatti kölcsönhatás révén, akkor az anti-feedbackerrel lehet visszacsatolás-gátlást elérni a kívánt hangtartomány szűrése segítségével.

### Tone effektek
- Equalizer (Hangszínszabályzó)
- Wah (pedal, auto, touch)

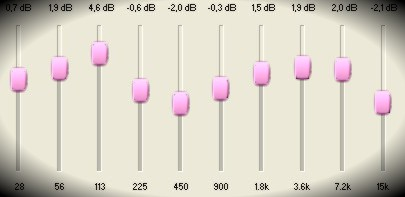
Az Equalizer digitális modellezése

Az Equalizer (röviden EQ) a teljes hallható hangtartomány különböző frekvenciáinak kiemelésére, illetve tompítására szolgál. Keverőpultokon és professzionális stúdióeffekteken állítható akár több kívánt résztartomány szélessége és azok decibelben mért modulálása is, a gitárokhoz készült padlóeffektekben viszont általában csak a hangszer jellemzőihez igazított paramétereken lehet állítani. A mély- és magasvágóval ellátott Equalizerek a megadott értékek alatti és feletti tartományokat teljes egészében eltávolítják a végeredményként kapott hangszínből.
A hangszínszabályzók (érzetben) korrigálhatják a gitár hangképének hiányosságait, a jellemző frekvenciák tompításával megelőzhetik a potenciális gerjedést, elősegíthetik a variábilis játékstílust (például szólónál a középtartományok megfelelő kiemelésével), végső soron pedig az egyéni elvárások szerinti, kiegyenlített, a hangszer és az erősítő jellegzetességeihez igazodó hangszínt hozzák ki a gitár hangzásából. Az hangszínszabályzó a többi padlóeffekthez hasonlóan ki-be kapcsolható egy kontrollgomb segítségével.
A Wah egy keskeny sávú, modulálható szűrő. A magyar terminológiában is meghonosodott angol eredetű elnevezés egy hangutánzó szó, amely az effekt hangzását imitálja (próbáljuk csak kimondani: vah-vah). A legelterjedtebb Wah-effektek egy taposópedálból és egy ahhoz erősített fogaslécmechanikából állnak. A függőlegesen mozgó fogasléc egy hozzá kapcsolódó potméter ellenállását változtatja, aminek eredményeképpen 200-2500 Hz-es tartományban variálható fázis- és amplitúdómodulált, „hápogás-, illetve ugatásszerű” hangot kapunk. A pedál kontrollgombjával az effekt ki-bekapcsolható, a bekapcsolt effekt a pedál változó mértékű és ütemű mozgatásával pedig szabadon, játék közben modulálható. A nem-mechanikus elven működő Wah-pedálok ugyanezen az eljáráson alapulnak, azzal a különbséggel, hogy a fogasléc és a potenciométer helyett vagy egy szűkíthető blendével, fényvezérléssel és fotoellenállással vagy mágneses alapon (pl. hall szenzorral) operálnak. Használatuk kevésbé elterjedt, mivel a megbízhatóság, a hosszabb élettartam és a zajmentesség ellenére nem képeznek igazán karakteres effekthangot, és nagyobb az előállítási költségük.
Az Auto-Wah vagy egy alacsonyfrekvenciás oszcillátor (LFO) jele vagy a bemenő jel burkológörbéje alapján változatja a szűrő középfrekvenciáját. Ez utóbbit nevezik Touch-Wah-nak (Érintős-Wah) illetve burkológörbe-vezérelt szűrőnek (envelope controlled filter, envelope follower filter) is.

### Modulációs effektek
- Flanger
- Phaser
- Chorus
- Vibrato
- Panner
- Rotary Speaker

A Flanger változó visszhangos jelet kever az eredeti hanghoz, lyukak sorozatát hozva létre a frekvenciaspektrumon. A flanger számos lyukat (vágási sávot) eredményez, és azok közt a frekvenciacsúcsok harmonikusan összekapcsolódnak.
A Phaser jellegzetesen hullámzó, huhogó hangot ad. Tiszta hangzásnál az effekt nem túl nyilvánvaló. Hangja úgy keletkezik, hogy automatikusan "lyukakat" (a csúcs ellentettje: egy szűk frekvenciatartomány megvágásával keletkezik.) mozgat fel és le a frekvenciaspektrumon, a beállított mértékben. A phaser szabályosan helyezi el a lyukakat a spektrumon – ez lényeges különbsége a visszhang alapú flanger-rel szemben, ahol a lyukak harmonikusan összefüggenek.
A Chorus (kórus) effekt ugyanúgy működik, mint a flanger, és hasonló hangot is eredményez, ám hosszabb visszhangértéket használ, így a hang "teret" érzékeltet, ami sztereo módban különösen hatásos. Feedback (visszacsatolás) alig, vagy egyáltalán nem jellemző, tehát igen szelíd effekt. Vibratoval keveri a különféle visszhangozott jelet az eredetivel, így számtalan, harmonikusan kötődő lyuk jön létre a spektrumon.
A Panner a sztereo set up-oknál a balance-ot tolja el jobbra -balra állítható sebességgel.
A Rotary Speakera Leslie által a Hammond orgonákban használt forgó hangszórókat szimulálja állítható sebességgel.

### Idő-alapú effektek
- Echo
- Delay
- Reverb
- Tremolo
- Slicer

### Pitch-based effektek
- Pitch Shifter
- Pedal Bender
- Ring Modulator
- Octaver

A Pitch Shifter (Hangmagasság-váltó) az eredeti hang magasságát előre beállítható mértékben lefelé vagy felfelé eltolja, és az eredeti hanghoz esetleg hozzákeveri. Ebben az esetben harmonikus effektek jöhetnek létre, mikor is egyetlen hang megszólaltatásával egész akkordokat / harmóniákat lehet képezni. Ide kell sorolni au ú.n. intelligens pitch shiftereket, melyeket a harmónia felépítés szabályai szerint előre be lehet programozni (Eventide, Intellifex).
Az Octaver (Oktávozó) + – egy – két oktávot generál az eredeti hanghoz (a Pitch Shifter elődje)

### Speciális effektek
- Noise Gate
- Defretter
- Humanizer
- Harmonist
- Auto Riff
- Wave Synth
- Acoustic Processor
- Sound Hold

## Multieffektek (effektprocesszorok)
A multieffektek tulajdonképpen kompakt rendszerben kínálnak több különálló effektpedált. Áruk emiatt lényegesen olcsóbb, mintha az általuk lefedett teljes hangzásspektrumot külön pedálokból állítanánk össze. A multieffektek hátránya – főleg az alsóbb kategóriásoké – hogy analóg megszólalás helyett digitális modellezést használnak, amely egy adott mintavételezés (régebben 16 bit, ma már elterjedten 24 bit) korlátai közül nem tud kitörni. Ez az eljárás a bemenő "tiszta hangokhoz" képest érezhetően gyengébb minőségű "effekthangokat" hoz létre, főleg a distortion- és az overdrive-típusú effektek terén. A professzionális multieffektek csak részben működnek digitális elven, sőt, a hűebb hangzás érdekében esetenként már ahhoz hasonló beépített elektroncsöveket is tartalmaznak, amelyekkel a komolyabb csöves erősítők előfokrendszerében találkozhatunk. Ezek az elektroncsövek felharmonikusokkal dúsítják, ezáltal teltebbé teszik a megszólaló gitárhangot, kiegyenlítik a jelszintkülönbségeket, analóg kompresszorként funkcionálnak, és állítható túlvezérlésküszöbbel modulálják a hang tisztasága és karcossága közötti arányt.
Felépítés szerint alapvetően két típusú multieffekt létezik, a padlóeffekt és a rack-es effekt. A padlóeffekt egy 2-10 vezérlőkapcsolóval ellátott, a vezérelt áramkörökkel közös dobozba épített típus, míg a rack-es effekt két különálló készülékből álló rendszer. Ennél a vezérlést általában egy univerzális (effektekhez, billentyűs hangszerekhez, samplerekhez, vagy akár számítógépekhez is csatlakoztatható) MIDI-pedál biztosítja, míg az effekt egy szabványméretű (1U, 2U, 3U, stb.), emiatt horizontálisan könnyen bővíthető tartórendszerbe, a rack-állványba van ágyazva. A színpadra szánt modellek az erős igénybevétel miatt masszív, fémvázas borítást szoktak kapni.
Mindkét típusban közös, hogy az egyes effekteket variálható sorrendben hozzá lehet rendelni effektláncokhoz, amelyek a sorba kötött, különálló analóg pedálok úgynevezett "kisvasútjának" digitális változatát jelentik. A könnyű szállíthatóság, az egyszerű kezelhetőség, és az olcsó előállítási költség és a felhasználók kompakt igényei miatt a vezető gyártók hamar felismerték, hogy komoly üzleti perspektíva van a multieffektek gyártásában. Manapság több tucat márkából lehet százas nagyságrendben típusokat válogatni, az egészen egyszerű, 8-10 áramkörös pedáloktól kezdve a legösszetettebb stúdióeffektekig bezárólag.

## Külső hivatkozások
- Házilag elkészíthető effektek
- Magyar TC Electronic oldal: TC Electronic